# Anthony Wilkin
Anthony Wilkin († 1901 in Kairo) war ein britischer Forschungsreisender. Er nahm an der anthropologischen Expedition der Universität Cambridge in die Torresstraße (1898–1899) teil und bereiste später Nordafrika.

## Werke
- Among the Berbers of Algeria. London T. Fisher Unwin, Ltd. 1900.
- David Randall-Maciver und Anthony Wilkin: Libyan Notes. London: MacMillan & Co., Limited, 1901